# Herrera del Duque
Herrera del Duque (extremadurai nyelven Herrera del Duqui) település Spanyolországban, Badajoz tartományban. Herrera del Duque Alía, Helechosa de los Montes, Villarta de los Montes, Fuenlabrada de los Montes, Puebla de Alcocer, Talarrubias, Valdecaballeros és Castilblanco községekkel határos. Lakosainak száma 3399 fő (2024).

## Népesség
A település népessége az utóbbi években az alábbiak szerint változott:
| Lakosok száma | 3893 | 3670 | 3686 | 3688 | 3702 | 3706 | 3614 | 3482 | 3465 | 3399 |
|               | 2001 | 2004 | 2006 | 2009 | 2011 | 2014 | 2016 | 2019 | 2021 | 2024 |